# NGC 3406
NGC 3406 este o interacțiune de galaxii situată în constelația Ursa Mare. A fost descoperită în 17 februarie 1831 de către John Herschel.